# Lavička Louise Hagena
Lavička Louise Hagena, též Hagenova lavička, původního názvu Louis Hagen Bank, pro místní známa více pod názvem lavička U Obrazu, je jednou z historických kamenných lavic v lázeňských lesích města Karlovy Vary. Nachází se na rozcestí lesních cest u kapličky U Obrazu a altánu téhož jména. 

## Historie
Svého času bylo zvykem na území karlovarských lázeňských lesů vytvářet drobné či větší historické památníky na počest významného lázeňského hosta či hostů nebo jako poděkování za hostovo uzdravení. Tuto lavičku nechal postavit muž jménem Louis Hagen (1855–1932), tajný obchodní rada z Kolína nad Rýnem, kdysi jeden z nejvlivnějších bankéřů a průmyslníků Německa.
V červnu roku 1918 při svém 33. léčebném pobytu v Karlových Varech se Luis Hagen obrátil na starostu s tím, že by rád městu věnoval lavičku. Zároveň měl přání, aby byla postavena místo původní dřevěné lavice v lázeňských lesích na vyhledávanému místě s kapličkou U Obrazu. Přál si, aby nebyla vytvořena „v moderním stylu, ale spíše v solidním slohu připomínajícím antiku“, hlavní materiál požadoval kámen, sedadlo z tvrdého dřeva a do kamenného opěradla chtěl vsadit mramorovou desku, v níž měl být vytesán německý nápis (v českém překladu):
Kéž brzký mír navrátí celému světu stejně jako milovaným Karlovým Varům
klid a štěstí, které jsem po 33krát v Karlových Varech nacházel.
Karlovy Vary v červenci 1918Luis Hagen, Kolín nad Rýnem

V textu navrženém v období první světové války je patrna touha po míru. Válka skončila v listopadu 1918, a i když domluvený finanční obnos Louis Hagen poukázal karlovarské pobočce Rakouského kreditního ústavu předem s tím, že „ohledně výdajů nemusí být žádné ohledy“, místní stavební úřad se z pochopitelných důvodů končícího válečného období mohl zakázkou zabývat až v lednu 1919. Úřad oslovil karlovarského akademického sochaře Hugo Uhera, který pak zpracoval dva návrhy (lišily se v různém pojetí dolní partie). Lavička měla být zhotovena z bavorské žuly a na opěradle použita mramorová deska s nápisem. Předpoklad byl, jak přislíbil sochař Uher, že práce začnou nejpozději do začátku června 1919. Část znění navrženého nápisu posunem začátku realizace však ztratila smysl, proto Louis Hagen nápis upravil, ale trval na uvedení data, kdy se v roce 1918 v Karlových Varech již po třiatřicáté léčil. Do mramorové desky lavičky byl nakonec vyryt německý nápis (v originálu i českém překladu):
BEI SEINEM 33. AUFENTHALTE IN KARLSBAD STIFTET DANKBAREN
HERZENS ALLEN BEWUNDERERN DER NATUR DIESEN RUHEPLATZ.
KARLSBAD, JULI 1918LUIS HAGEN, KÖLN AM RHEIN

Během svého 33. pobytu v Karlových Varech věnuje z vděčného srdce
tuto lavičku všem obdivovatelům přírody,
V Karlových Varech v červenci 1918Luis Hagen, Kolín nad Rýnem

V nelehké, pomalu se normalizující poválečné době se též stavebnictví potýkalo s těžkostmi, a došlo tak k průtahům s dodávkami materiálu. Komplikovaný a zdlouhavý byl transport žuly z Bavorska a též mramor pro nápisovou desku putoval přes Salcburk a následně, kvůli rozvráceným dopravním podmínkám, musel být převážen přes Opavu, Písečnou a Prahu. Bez potíží nebyla zřejmě ani sama realizace, protože teprve 18. října 1919 sděloval stavební úřad městské radě i Louisi Hagenovi, že dílo je dokončeno, a to za původně dohodnutou cenu 14 000 korun. Stavební úřad pak z vlastního popudu převzal lavičku do své péče a před každou zimou nechal opěradlo s nápisem pečlivě zabednit.
Hagenova lavička bez problémů přečkala jak dvacetiletí Československé republiky, tak celou druhou světovou válku. Tomuto unikátnímu dílu, které stojí hluboko v lázeňských lesích, uškodila až doba poválečná, neboť v atmosféře vypjatých protiněmeckých nálad nebylo pro německé památky v Karlových Varech pochopení. Některé byly zbourány, na mnohých byly původní německé nápisy odstraněny nebo změněny na české. Na Hagenově lavičce byl celý nápis zbroušen, takže zaniklo jméno donátora i s jeho věnováním. Na pravém spodním rohu opěradla zůstala jména obou karlovarských tvůrců, sochaře Hugo Uhera a kameníka Petera Wolffa:
Uher – Wolff – Karlsbad

V roce 2009 byla lavice celkově rekonstruována spolu s kapličkou a přilehlým altánem.

## Popis
Majestátní kamenná lavička patří k nejstarším kamenným lavicím v karlovarských lázeňských lesích. Nachází se na rozcestí několika lesních cest. Setkávají se zde cesta Přátelství (vedoucí od rozhledny Diana na výšině Přátelství), Branaldova cesta (přichází od areálu sv. Linharta), pěšina Karla Čapka (vede od chaty Karla Čapka u Slovenské ulice poblíž Březové) a silnice vedoucí od karlovarské Úpravny vody a chaty Myslivců.
Opěradlo lavičky má rozměry 309 x 75 cm. Nápisové pole, v němž bývala zasazena původní deska z bílého mramoru s vytesaným textem donátora Louise Hagena, je o rozměrech 282 x 34 cm.